# 科學怪人
《科學怪人》（英語：Frankenstein; or, The Modern Prometheus），是英國女作家玛丽·雪莱的作品，里面科学家维克多·弗兰肯斯坦利用从坟墓挖掘出的尸体制造的人造人。也可譯成《科學怪人：另一個普羅米修斯》，又译作《弗蘭肯斯坦》，是西方文学中的第一部科学幻想小说，诞生于日内瓦湖畔。最初出版於1818年，較為普及的版本是1831年印行的第三版，屬於受到浪漫主義影響的哥德小說。後世有部份學者認為這部小說可視為恐怖小說或科幻小說的始祖；不過，目前已知1764年出版的《奧特蘭托堡》（The Castle of Otranto）方為第一部哥德小說或恐怖小說，所以稱其為科幻小說較為適切，作品融入了啟蒙時代科學幻想的成份，弗兰肯斯坦本人其實是故事中的瘋狂醫生，因為以科學的方式使死屍復活，所以中文版译作《科學怪人》。而那个人造人稱為「弗兰肯斯坦的怪物」。

## 改編

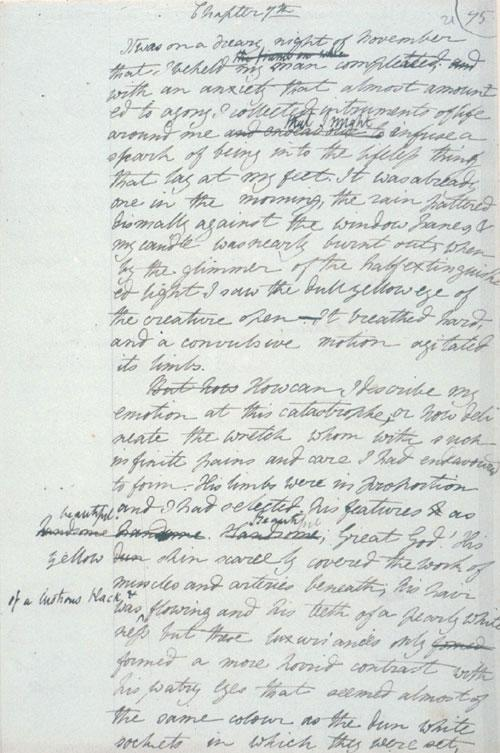
《科學怪人》的草稿

《科學怪人》發表後，出現大量重写或续写的作品、電影、戏剧、电视作品等。但大多與原作所描述的怪人一樣，頭上滿佈疤痕、強壯又高大（2.5米），脸色枯黄，眼窝深陷，两片嘴唇呈直溜溜的一条黑线，而怪物的脖子或太陽穴通常都有大螺絲，一般認為這是弗蘭肯斯坦為了增強導電使之復活而裝上的，上述的設定使得它更像個怪物；也有將科學怪人改編成面惡心善的作品，這種心地善良的怪物通常被稱為「Frankenstein」，但其實在原作中，這怪物是沒有名字的，這怪物只被稱為“怪物”（the monster），而製造他的人是有名字的，叫Victor Frankenstein。這類作品多半改編成卡通，但在卡通中，弗蘭肯有點像客串的角色。怪物的名字「弗蘭肯」（Franken）多被認為是取自弗蘭肯斯坦的原文名稱“Frankenstein”"

## 評價

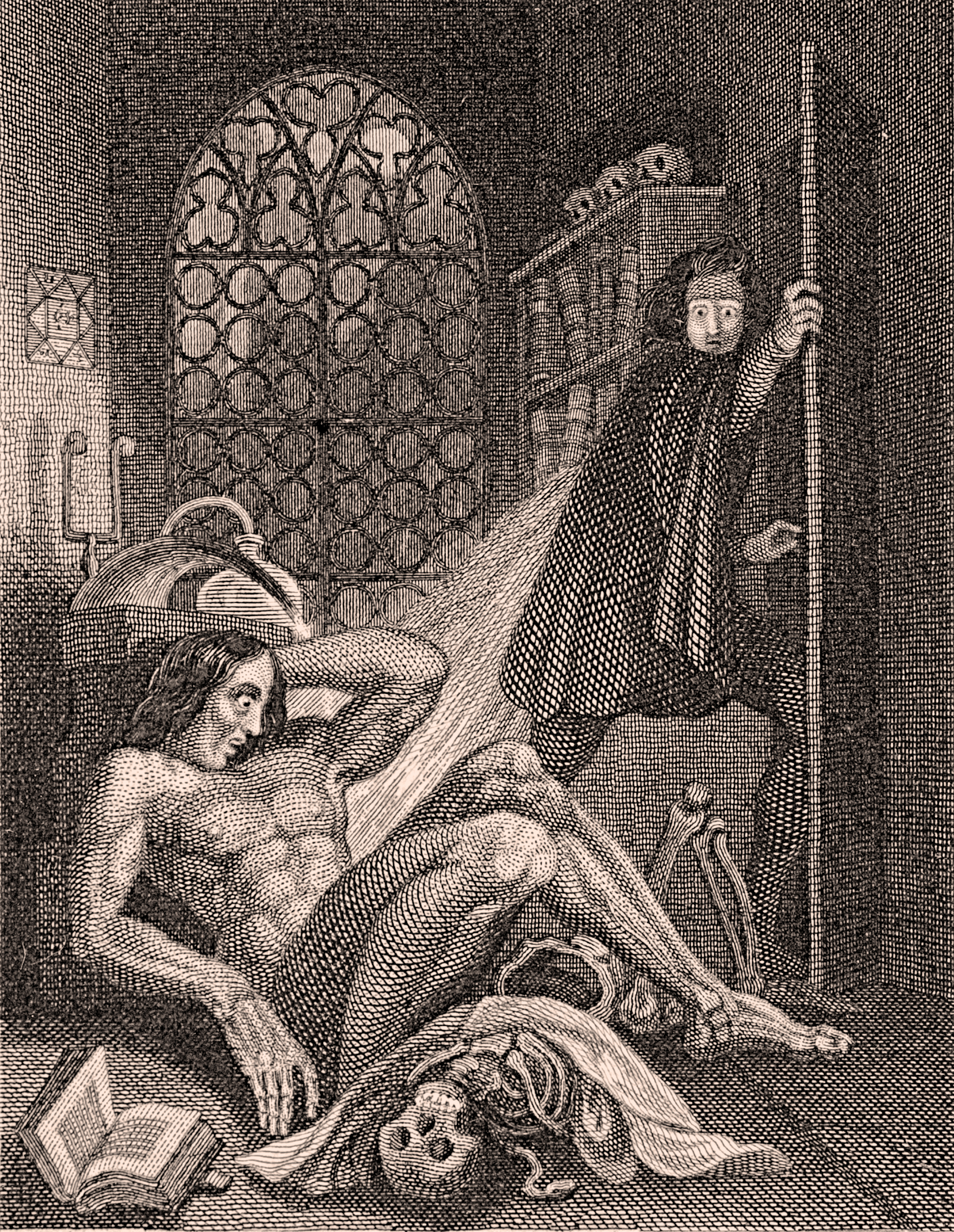
西奥多·冯·霍尔斯特1831為其繪製的插圖

《科學怪人》出版之後評價兩極化嚴重。沃爾特·斯科特在《布萊克伍德雜誌》上表示，他雖然不認為作者在文中展現的描繪手法能給予怪物智慧，但他確實看出作者有寫作的天分。而約翰·威爾遜·克羅克在《季度評論》中匿名撰文稱，雖然作者的想法和語言都很有力量，但文章本身只是“一連串恐怖又噁心的胡言亂語”。

## 外部連結
- 科学怪人 - 古腾堡计划
- Frankenstein 1818 edition - 古腾堡计划
- LibriVox中的公有领域有声书《Frankenstein》
- 雪莱年表及资源 （页面存档备份，存于）
- 玛丽雪莱的弗兰肯斯坦 （页面存档备份，存于）